# Clon de GTA

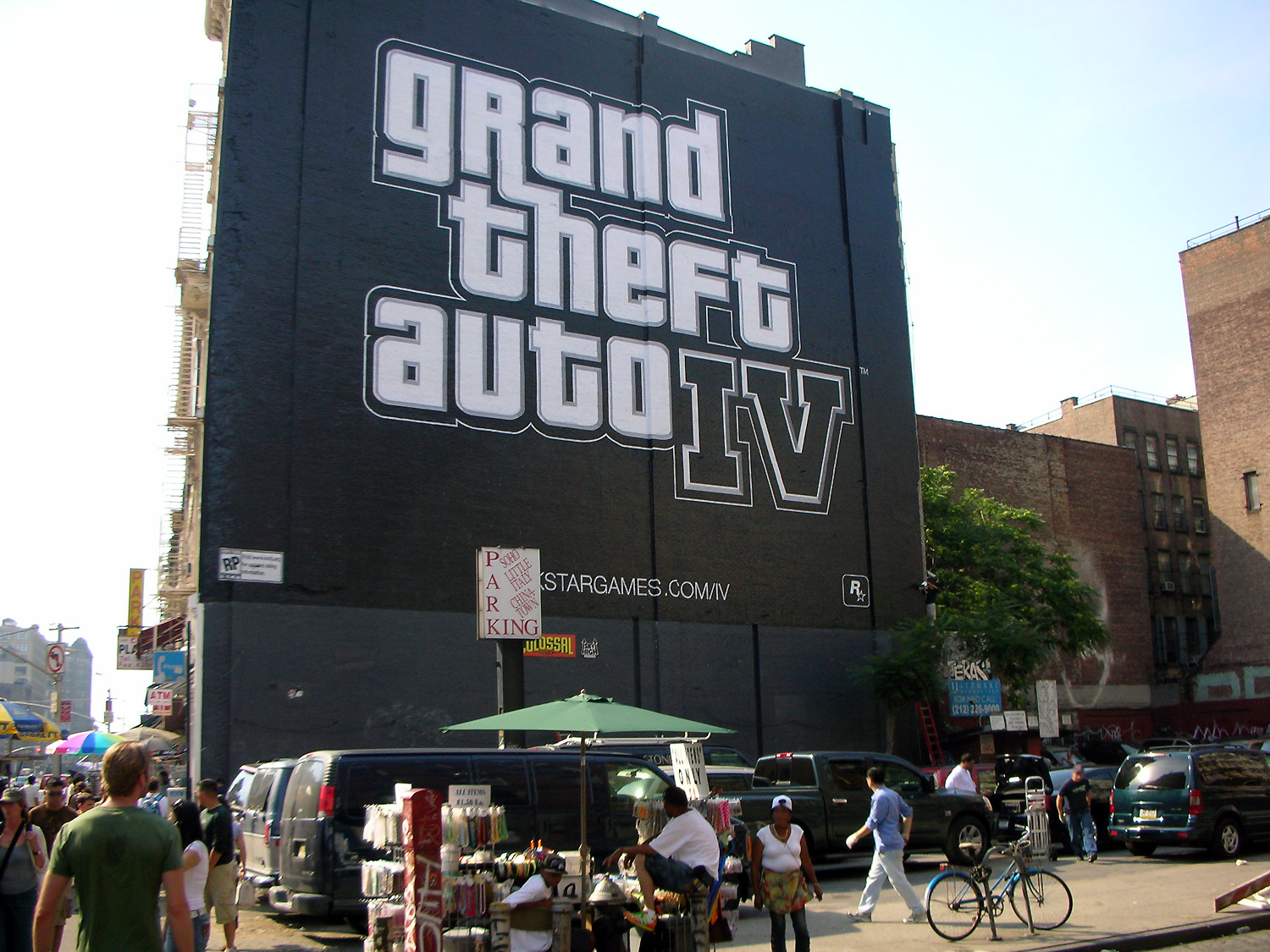
Un anunci mural per a Grand Theft Auto IV, que va obtenir nombrosos rècords de vendes

Clon de GTA (o bé en anglès GTA clone) és un terme utilitzat per crítics de videojocs i jugadors per referir-se a videojocs llançats després del gran èxit de Grand Theft Auto III (GTA III) el 2001, que tenen gairebé els mateixos elements de jugabilitat de GTA III o altres jocs de la saga Grand Theft Auto que fan que en molts aspectes siguin iguals.

## Videojocs considerats clons del GTA
- Payback (2001)
- The Getaway (2002) i The Getaway: Black Monday (2004)
- Mafia (2002)
- Jak II (2003)
- The Simpsons Hit & Run (2003)
- True Crime: Streets of LA (2003) i True Crime: New York City (2005)
- DRIV3R (2004) i Driver: Parallel Lines (2006)
- The Incredible Hulk: Ultimate Destruction (2005)
- Mercenaries: Playground of Destruction (2005)
- Total Overdose: A Gunslinger's Tale in Mexico (2005)
- Just Cause (2006)
- The Godfather: The Game (2006)
- Saints Row (2006)
- Scarface: The World Is Yours (2006)
- Wreckless: The Yakuza Missions (2002)
- Bratz: Rock Angelz (2005)
- Bratz: Forever Diamondz (2006)
- Jaws Unleashed (2006)
- The Warriors
- Bully
- APB
- 50 Cent: Bulletproof